# Arnór Guðjohnsen
Arnór Guðjohnsen (Reykjavik, 30 juli 1961) is een IJslands ex-voetballer.

## Carrière
Arnór Guðjohnsen speelde eerst in zijn thuisland bij Vikingur, maar trok in 1978 reeds als 17-jarige naar het Belgische KSC Lokeren waar hij mee de hoogdagen van de club beleefde. Daarna ging hij naar de Belgische topper RSC Anderlecht, waarbij hij in het seizoen 1986/87 topscorer werd in de Belgische Eerste Klasse. Met RSC Anderlecht behaalde hij driemaal de titel en tweemaal de Beker van België. Hij haalde met de ploeg de finale van de UEFA Cup in 1984 tegen Tottenham Hotspur. In de finale kwam het tot strafschoppen, en Guðjohnsen miste de laatste en beslissende strafschop voor RSC Anderlecht. Na zijn periode in België trok hij in 1990 naar de Franse topper Bordeaux. Na twee jaar trok hij naar Zweden, waar hij nog speelde voor BK Häcken en daarna voor Örebro SK. Op het eind van zijn carrière keerde hij nog terug naar zijn thuisland en was hij actief bij Valur Reykjavík en Stjarnan Garðabær.
Arnór is de vader van Eiður Guðjohnsen, die bij Chelsea FC en FC Barcelona heeft gespeeld. Arnór en Eiður hebben het unicum van een vader en zijn zoon die beiden voor hun nationaal elftal speelden in dezelfde wedstrijd. Arnór was op dat moment 34, Eiður slechts 17. Ze stonden echter niet samen op het veld. Eiður verving in de rust zijn vader. IJsland versloeg Estland met 0-3.
Ook is Arnór de grootvader van de huidige IJslands internationals Sveinn en Andri Guðjohnsen.

## Trivia
- De Belgische voetballer Arnor Angeli is naar hem genoemd.